# Renée Oro
Renée Oro fue una directora y productora de cine argentina especializada en cine documental y propaganda, centrados en la geografía y las costumbres locales de Sudamérica, y estuvo principalmente activa durante la era del cine mudo de los años 20.
Inició su carrera a través de la compañía Arata y Pardo, cofundada por el también cineasta Roberto R. Arata, con quien se casó en los años 30. A través de la promoción de su imagen personal en la prensa, Oro pronto logró eclipsar a la empresa y hacerse un nombre como cineasta. En 1922, estrenó La Argentina, centrada en su país, y luego de exhibirla con éxito en Chile, desarrolló allí una serie de películas para el presidente Arturo Alessandri.
Tras regresar a Argentina en 1926, realizó una serie de documentales centrados en diferentes provincias del país, los cuales fueron encargados por sus respectivos gobiernos. Además de proyectarse en el país, estas películas fueron realizadas para ser enviadas a distintas ferias mundiales y exhibidas en el pabellón argentino; La propia Oro fue enviada como delegada del país en algunas ocasiones. En 1927, estrenó un documental centrado en diferentes países de América del Sur titulado Las Naciones de América, película que continuó modificando y proyectando hasta bien entrada la década de 1930. En 1931, también regresó al cine de propaganda en un documental encargado por el presidente de facto José Félix Uriburu.
La carrera de Oro se estancó en la década de 1930 y lo último que se supo de ella fue un intento fallido de producir una película biográfica sobre Domingo Faustino Sarmiento en 1939. Ya para 2022, se sabe que solo tres de sus películas han sobrevivido: Tacna y Arica (1924), Las Naciones de América (1927) y Evolución y progresos de la provincia de Santiago del Estero (1927); las dos últimas fueron redescubiertas en el archivo de la cinemateca del INCAA en 2021. Desde entonces, Oro ha sido revalorizada como pionera del cine argentino. Su papel como cineasta y empresaria fue celebrado desde que el género documental estuvo casi enteramente dominado por los hombres. Podría decirse que es la cineasta más prolífica del período mudo en Argentina y posiblemente de América Latina.

## Filmografía
- La Argentina (1922)

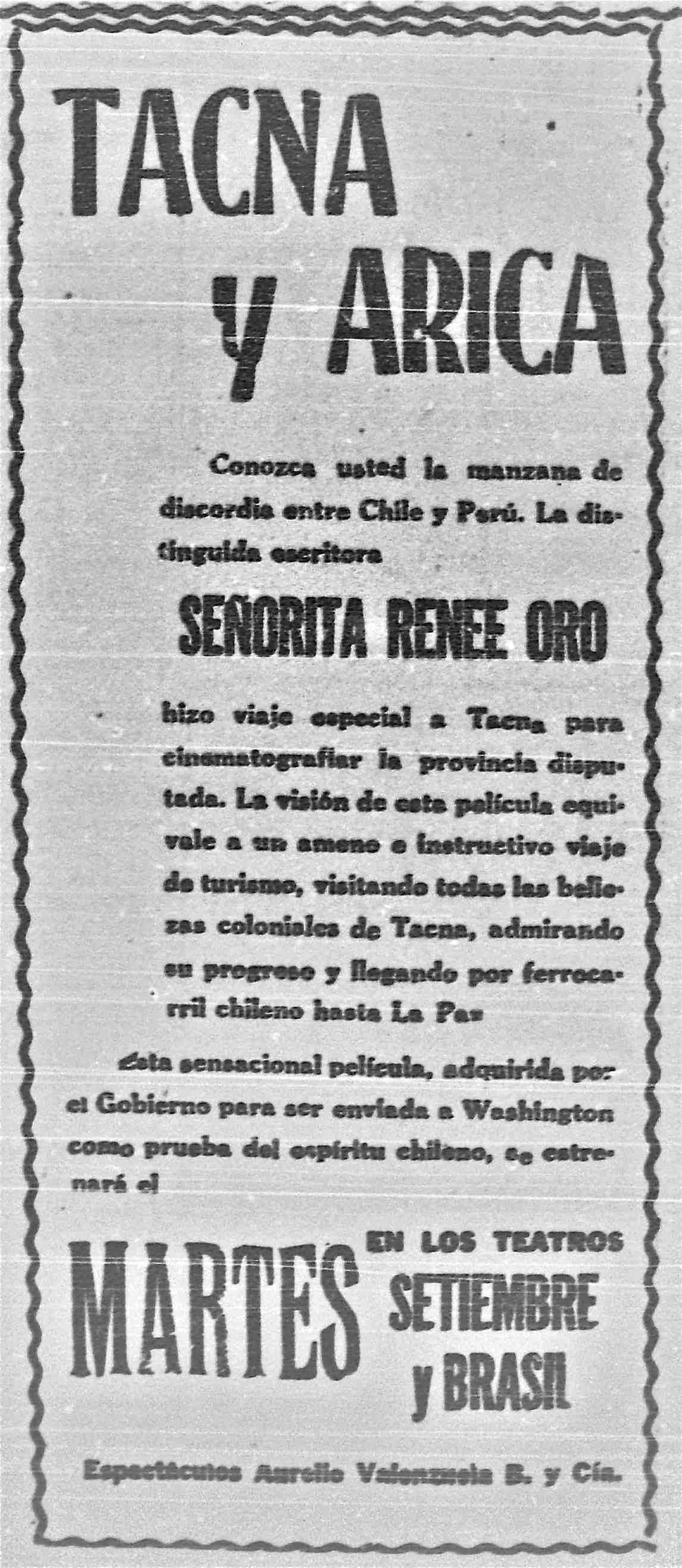
Anuncio de la película Tacna y Arica publicado en La Nación el 18 de diciembre de 1924.

- Jira al sur del Sr. Alessandri (o Jira al sur del Presidente de la República) (1923)
- La llegada del Príncipe Humberto a Chile (o La llegada del Príncipe Humberto de Saboya) (1924)
- Su Alteza Real Humberto de Savoia en territorio chileno (1924)
- La perla del Pacífico (o La reina del Pacífico) (1924)
- Tacna y Arica (1924)
- El viaje del Excmo. señor Alessandri desde Río de Janeiro hasta Chile (o El viaje del Presidente Alessandri) (1925)
- El corazón de los Andes (1925)
- Actividades de la Provincia de Santa Fe (1926)
- Entre Ríos, sus industrias y su progreso (1926)
- Evolución y progresos de la provincia de Corrientes (1927)
- Evolución y progresos de la provincia de Santiago del Estero (1927)
- Las Naciones de América (1927)
- Evolución y progresos de la provincia de Salta (1928)
- Jira presidencial a las provincias del Norte (1931)
- La provincia de Buenos Aires en el cincuentenario de la fundación de la ciudad de La Plata (1932)